# Listeria ivanovii
Listeria ivanovii je původcem listeriózy ovcí. Vyskytuje se jako saprofyt a epifyt v trávicím ústrojí ovcí, dalších hospodářských zvířat i zvířat volně žijících.

## Kultivace
Kolonie rostoucí na krevném agaru jsou obklopeny dvěma koncentrickými zónami hemolýzy. Vnitřní zóna je úplná, vnější pouze částečná. Vyšetřuje se sekční materiál: z případů septikémií a abortů je diagnostika kultivací spolehlivá, ale při cerebrálních formách onemocnění je nezbytné souběžné histologické vyšetření mozku.